# Elecciones estatales de Nueva Gales del Sur de 2023
Las elecciones estatales de Nueva Gales del Sur de 2023 se llevaran a cabo el 25 de marzo de ese año, para elegir el 58.º Parlamento de Nueva Gales del Sur, incluidos los 93 escaños en la Asamblea Legislativa y 21 de los 42 escaños en el Consejo Legislativo. La elección será realizada por la Comisión Electoral de Nueva Gales del Sur (NSWEC).
El gobierno minoritario de la Coalición Liberal/Nacional, liderado por el primer ministro Dominic Perrottet, buscaba un cuarto mandato consecutivo de cuatro años. En esta elección participan el Partido Laborista, liderado por el líder de la oposición Chris Minns. Los Verdes, el Partido de los Tiradores, Pescadores y Agricultores, otros partidos menores y varios independientes. La elección resultó en una victoria para los laboristas, siendo la primera vez en 12 años que Nuevas Gales del Sur, tiene un gobierno laborista. Desde las elecciones de 1995 el Partido Laborista había ganado por última vez una elección estatal de Nueva Gales del Sur estando en la oposición.

## Antecedentes

### Elecciones anteriores
En las elecciones de 2019, la Coalición obtuvo un tercer mandato en el gobierno por primera vez desde 1971, mientras que Gladys Berejiklian se convirtió en la primera mujer en Nueva Gales del Sur en llevar a un partido a una victoria electoral estatal. Los liberales obtuvieron 35 escaños, mientras que los nacionales obtuvieron 13 escaños, dando así a la Coalición un total combinado de 48 escaños, uno más que los 47 mínimos requeridos para una mayoría.
El Partido Laborista obtuvo 36 escaños y superando a los liberales convirtiéndose en el principal partido en la Asamblea Legislativa. Sin embargo, el partido sólo logró dos escaños que antes eran de la Coalición. Los Verdes fortalecieron su control sobre los tres escaños que tenían antes de las elecciones, y los mantuvieron.

### Renuncia de la primera ministra

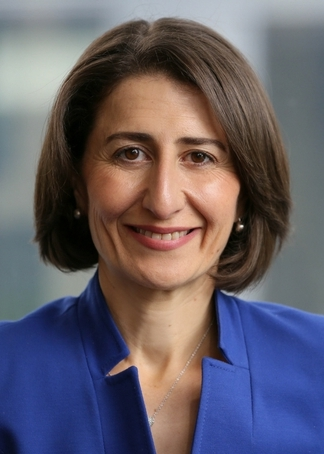
Gladys Berejiklian, primera ministra de Nueva Gales del Sur (hasta 2021)

Las divisiones internas dentro del gobierno se hicieron evidentes en agosto y septiembre de 2020, cuando las leyes propuestas para proteger los hábitats de los koalas dieron lugar a que el vice primer ministro y líder de los Nacionales, John Barilaro, amenazara con negarse a apoyar la legislación del gobierno liberal y pasar a la oposición, mientras aún ocupaba cargos ministeriales. La primera ministra Gladys Berejiklian amenazó con despedir a todos los ministros nacionales si no abandonaban su plan antes del 11 de septiembre de 2020. Después de una reunión entre el primer ministro y el Viceprimer Ministro en la mañana del 11 de septiembre, los Nacionales se retractaron de su decisión y continuaron en el gobierno.
El 1 de octubre de 2021, Berejiklian dimitió como primera ministra tras el lanzamiento de una investigación de la Comisión Independiente contra la Corrupción (ICAC) sobre su posible violación de la confianza pública o un posible comportamiento corrupto durante su relación personal con el ex asambleísta del distrito de Wagga Wagga, Daryl Maguire. En una reunión posterior del partido liberal, el líder adjunto liberal y tesorero de Nueva Gales del Sur, Dominic Perrottet, fue elegido como sucesor de Berejiklian.

### Perdida de la mayoría liberal
El gobierno inicialmente tenía una mayoría de dos escaños, que técnicamente era solo una mayoría de un escaño con la omisión del presidente de la Asamblea, que solo tiene un voto de calidad. En mayo de 2021, el gobierno perdió su mayoría en el parlamento cuando el ministro de Familias, Comunidades y Servicios para Discapacitados, Gareth Ward, renunció al ministerio y paso a la bancada de los independiente después de ser objeto de una investigación por parte del escuadrón de delitos sexuales y abuso infantil de la Fuerza de Policía de Nueva Gales del Sur. El miembro liberal de por el distrito de Drummoyne, John Sidoti también se convirtió en independiente, después de que la ICAC anunciara que abriría una investigación sobre sus tratos de propiedad personal. Las renuncias de Sidoti y Ward significaron que el gobierno estaba oficialmente en estado de minoría. Este estado se consolidó aún más en febrero de 2022, cuando los liberales perdieron el escaño de Bega en una elección parcial ante los laboristas, lo que provocó que la Coalición cayera a 45 escaños en la Asamblea. El líder de la oposición, Chris Minns declaró que los laboristas no se propondrían ni apoyarían una moción de censura contra el gobierno ni trataría de negarle el apoyo en temas de interés mutuo, lo que indicó que el gobierno podría cumplir el mandato completo y evitar una elección anticipada.

### Fecha de las elecciones
El parlamento ha fijado términos de cuatro años, aunque el gobernador puede disolver el parlamento por consejo del primer ministro, tras las elecciones de 2019, la fecha de la elección fue definida para el cuarto sábado de marzo de 2023.

## Sistema electoral
Nueva Gales del Sur tiene voto obligatorio, con preferencia opcional, votación de segunda vuelta instantánea en escaños uninominales para la cámara baja, y voto único transferible con voto preferencial opcional por encima de la línea en la cámara alta representada proporcionalmente. El sistema de votación en línea no estará presente en esta elección. El gobierno de Nueva Gales del Sur lo suspendió después de que las elecciones del Consejo de Nueva Gales del Sur de 2021 vieron cinco distritos afectados por cortes de acceso.

## Partidos políticos
Un total de quince partidos están registrados en la Comisión Electoral de Nueva Gales del Sur (NSWEC).

### Principales partidos
| Partido | Partido                                               | Ideología                         | Líder estatal     | Líder estatal                            | Esc previos | Esc previos |
| Partido | Partido                                               | Ideología                         | Líder estatal     | Líder estatal                            | Asm         | Con         |
| ------- | ----------------------------------------------------- | --------------------------------- | ----------------- | ---------------------------------------- | ----------- | ----------- |
|         | Coalición Liberal-Nacional Liberal-National Coalition | Conservadurismo liberal Agrarismo | Dominic Perrottet | Asambleísta por Epping (Primer Ministro) | 48          | 17          |
|         | Partido Laborista Australiano Australian Labor Party  | Socialdemocracia                  | Chris Minns       | Asambleísta por Kogarah                  | 36          | 14          |
|         | Verdes Australianos Australian Greens                 | Política verde                    | Sin líder         | —                                        | 3           | 4           |

### Otros partidos
- Partido Justicia Animal
- Partido de Opciones Médicas Informadas
- Legalizar el Cannabis NSW
- Partido Liberal Demócrata
- Una nación de Pauline Hanson
- Partido de la Educación Pública
- Partido de Tiradores, Pescadores y Agricultores
- Partido de las Pequeñas Empresas
- Alianza Socialista
- Australia Sostenible

## Resultados

### Asamblea Legislativa
|  | 36,97 % |

|  | 26,78 % |

|  | 8,59 % |

|  | 35,37 % |

|  | 9,70 % |

|  | 2,23 % |

|  | 1,80 % |

|  | 1,56 % |

|  | 1,28 % |

|  | 1,10 % |

|  | 0,84 % |

|  | 0,25 % |

|  | 0,09 % |

|  | 0,04 % |

|  | 0,03 % |

|  | 8,76 % |

|  | 54,30 % |

|  | 45,70 % |

|  | 96,72 % |

|  | 3,28 % |

|  | 100 % |

|  | 88,04 % |